# 쿠키뉴스
쿠키뉴스(KUKINEWS)는 2005년 11월 11일 창간된 한국의 종합 인터넷 언론이다. 쿠키뉴스를 발행하는 쿠키미디어(주)는 1998년 국민일보 인터넷뉴스팀으로 출발하여 2008년 법인 독립하였는데, 쿠키뉴스 외에 쿠키건강TV(케이블/IPTV/위성방송)도 운영하고 있다. 2014년 5월까지는 국민일보의 인터넷판이 쿠키뉴스였으나, 이후 서비스가 분리되며 현재는 국민일보 인터넷판과 쿠키뉴스는 별도로 서비스되고 있다.
본사는 서울특별시 마포구 월드컵북로 400에 소재해있으며, 경기남북본부, 경북본부, 경남본부, 전북본부 등 지역본부를 운영하고 있다.

## 연혁
- 1998년  5월 : 국민일보 인터넷뉴스팀 출범
- 2005년  6월 : 국민방송센터 설립. '쿠키방송' 개국(인터넷방송)
- 2005년 11월 : '쿠키뉴스' 창간(종합 인터넷매체)
- 2008년  5월 : 쿠키미디어주식회사 설립
- 2008년 11월 : '쿠키건강TV' 개국(케이블, IPTV, 위성방송)
- 2011년  3월 : '쿠키메디' 창간(의료전문 인터넷매체). 제1회 튼튼쑥쑥 어린이박람회 개최
- 2014년  6월 : 국민일보와 쿠키뉴스 서비스 분리
- 2014년  9월 : 네이버 뉴스검색 제휴
- 2015년  1월 : 다음·네이트 뉴스제공 계약 체결. 네이버 뉴스스탠드 제휴
- 2015년  8월 : 한국인터넷신문협회 정회원 등록
- 2016년  4월 : 제1회 미래교육포럼 개최
- 2016년  6월 : 제1회 쿠키뉴스 대학가요제 개최
- 2018년  2월 : '내일로여행' 인수(여행전문 인터넷매체)

## 수상
- 한국헬스커뮤니케이션학회 '올해의 헬스 기사상' 신문 부문(2014.5)
- 대한간학회 '대한간학회 학술대회 공로상'(2014.10)
- 서울시의사회 '제48회 사랑의 금십자상'(2016.3)
- 대한신경정신의학회 '대한신경정신의학회 학술대회 공로상'(2016.4)
- 한국건강관리협회 '언론인공로상'(2016.11)
- 한국양성평등교육진흥원 '제18회 양성평등미디어상' 보도 부문(2016.12)
- 한국인터넷신문협회 '제1회 인터넷언론상' 언론사 부문 & 언론인 부문(2017.7)

## 자매매체
- 쿠키건강TV
- 쿠키메디뉴스
- 내일로여행